# Преображенский, Николай Александрович (оториноларинголог)
Николай Александрович Преображенский (27 ноября 1918, Москва — 30 мая 1991, Москва) — советский оториноларинголог, академик АМН СССР (1975), лауреат Ленинской премии (1964). Член КПСС (1959).

## Биография
Родился 27 ноября 1918 года в Москве в семье врача. Окончил в 1941 году лечебный факультет 1-го ММИ. В период Великой Отечественной войны был врачом в действующей армии. После окончания войны и демобилизации поступил ординатором на кафедру болезней уха, горла и носа родного 1-го ММИ, под руководство профессора Андрея Гавриловича Лихачева. С 1947 по 1963 годы работал в клинике болезней уха, горла и носа 1-го ММИ. В 1952 году защитил кандидатскую диссертацию на тему «О влиянии хронического тонзиллита на течение тиреотоксикоза». В 1963 году защитил докторскую диссертацию на тему «О хирургических вмешательствах на стремени при отосклерозе». В 1963—1967 годы заместитель директора по научной работе Московского научно-исследовательского института уха, горла и носа М3 РСФСР. С 1966 года — профессор, а с 1974 года — заведующий кафедрой болезней уха, горла и носа; одновременно с 1967 под 1972 годы — проректор по науке 1-го ММИ. С 1976 по 1980 годы академик-секретарь Отделения клинической медицины АМН СССР.
Николай Александрович Преображенский опубликовал свыше 200 научных работ, посвященных в основном проблеме тонзиллита, вопросам физиологии и патологии органов слуха и вестибулярного анализатора, микрохирургии уха и гортани, применению новых методов лечения в оториноларингологии. Им получено 15 авторских свидетельств. Большим вкладом в отечественную оториноларингологию явились его исследования по электрофизиологии слуха, разработке инструментария, аппаратуры и методов применения криовоздействия и ультразвука в оториноларингологии. Эти работы были удостоены трех золотых, серебряной и бронзовой медалей ВДНХ.
Николай Александрович Преображенский — председатель правления Всесоюзного научного общества оториноларингологов (1968), председатель Научного совета АМН СССР по оториноларингологии, член президиума Совета научных медицинских обществ М3 СССР; ответственный редактор редакционного отдела «Оториноларингология» БМЭ, главный редактор журнала «Вестник оториноларингологии», почетный член научных медицинских обществ оториноларингологов Болгарии, Венгрии, ГДР, Польши, Чехословакии и Италии.
Награжден орденами Трудового Красного Знамени, Отечественной войны II степени и медалями. За усовершенствование и широкое внедрение хирургических методов восстановления слуха у больных отосклерозом он в 1964 году (наряду с А. И. Коломийченко, К. Л. Хиловым, С. Н. Хечинашвили и В. Ф. Никитиной) был удостоен Ленинской премии.
В 1988 году Николай Александрович Преображенский по состоянию здоровья ушёл на пенсию, но оставался до конца жизни научным консультантом клиники. Умер 30 мая 1991 года. Похоронен на Троекуровском кладбище.

## Научные труды
- Хирургические вмешательства на стремени при отосклерозе, т. 1—2, М., 1962;
- Отосклероз, Л., 1965 (совм. с Хиловым К. Л.);
- Стапедэктомия и стапедопластика при отосклерозе, М., 1973 (совм. с Патякиной О. К.);
- Angina und chronische Tonsillitis, Stuttgart, 1974;
- Болезни уха, горла, носа, М., 1978 (совм. с др.);
- Тугоухость, М., 1978 (совм. с др.).